# Coma Berenicidy

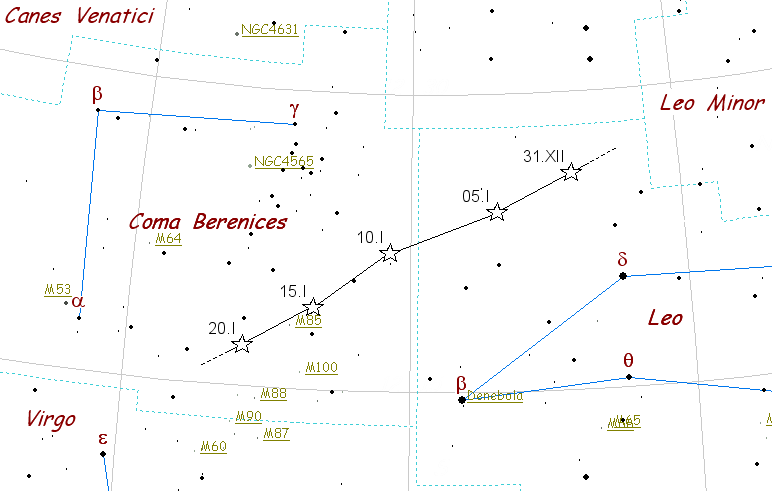
Meteorický roj Coma Berenicids (CBE); pohyb radiantu. Tuto mapu vytvořil Han Kleijn pomocí softwaru HNSKY (Hallo northern sky).

Coma Berenicidy je menší meteorický roj s radiantem v souhvězdí Vlasů Bereniky. Roj je viditelný od 12. do 23. prosince s maximem kolem 16. prosince. Radiant se v té době nachází na α=175°, δ=+18°. Roj má populační index 3.0 s rychlostí 65 kilometrů za sekundu.
Coma Berenicidy byly poprvé zjištěny v rámci projektu Harvard Radio Meteor. Existence roje byla objevena Richardem Eugenem McCroskym a A. Posenem v roce 1959. Coma Berenicidy mají oběžné dráhy velmi podobné prosincovým Leo Minoridám což často vede k záměně obou meteorických rojů.